# Abdón Mateos
Abdón Mateos López (Madrid, 1960) es un historiador español. 
Catedrático de Historia Contemporánea en la Universidad Nacional de Educación a Distancia (UNED) en Madrid, dirige el Centro de Investigaciones Históricas de la Democracia en España y la revista semestral Historia del Presente. Fundador y presidente de la Asociación de Historiadores del Presente entre el 2000 y 2017. 
Fue responsable en la UNED de la Cátedra del exilio (2007-2016) y es coordinador de posgrado en la UNED. En el año 2008 obtuvo la acreditación nacional de Catedrático de Historia Contemporánea. 

## Obra
- El PSOE contra Franco (1993)
- La denuncia del Sindicato Vertical (1997)
- Las izquierdas españolas desde la guerra civil hasta 1982 (1997)
- Exilio y clandestinidad (2002)
- La contrarrevolución franquista (2003)
- De la guerra civil al exilio. Los republicanos españoles y México (Madrid, Biblioteca Nueva, 2005)
- El franquismo. Desarrollo, tecnocracia y protesta social, 1959-1975 (2006, en coautoría con A. Soto)
- Historia y memoria democrática (Madrid, Eneida, 2007)
- Historia de UGT. Contra la dictadura franquista (Madrid, Siglo XXI, 2008)
- La batalla de México. Final de la guerra civil y ayuda a los refugiados, 1939-45 (Madrid, Alianza, 2009)
- Historia del antifranquismo. Historia, interpretación y uso público (Barcelona, Flor del Viento, 2011)
- Historia contemporánea de España desde 1923. Dictadura y democracia (2011, en coautoría con J. Avilés y A. Egido)
- Exilios y retornos (Madrid, Eneida, 2015)
- Socialistas de otro tiempo (Madrid, Punto de vista, 2016)
- Historia del PSOE en transición. De la renovación a la crisis (Madrid, Sílex, 2017)
- "Franquismo y antifranquismo" (Madrid, Eneida, 2022)

Coordinador/Editor:
- La oposición al régimen de Franco (1990)
- Historia de la transición y consolidación democrática en España (1995)
- Las izquierdas españolas durante el siglo XX (2000)
- La cuestión agraria en el franquismo (2004)
- La España del presente. De la dictadura a la democracia (2006)
- Dictadura y antifranquismo (2007)
- Indalecio Prieto y la política española (2008)
- La España de los cincuenta (2008)
- El final de la guerra civil (2008)
- Julián Besteiro de Andrés Saborit (2008)
- Andrés Saborit. Pablo Iglesias y su tiempo (2009)
- Ay de los vencidos. Exilios y países de acogida (2009)
- El decisivo 1939: México y España, Casa del Tiempo 24, UAM, 2009 (con Agustín Sánchez)
- Ruptura y transición. España y México, 1939 (2011) (con Agustín Sánchez)
- "El uso público comparado del Antifranquismo y del Antifascismo", León, Alcores 11, (2011)
- Historia de la época socialista. España, 1982-1996, Madrid, Sílex, (2013) (con Álvaro Soto)
- Transición y democracia. Los socialistas en España y Portugal, Madrid, EPI (2015) (con Antonio Muñoz)
- La reconstrucción del PSOE en la transición. Una perspectiva territorial, Madrid, UNED, 2017 (con Guillermo León)
- "Los españoles de América. Asociaciones de emigrantes y exiliados hasta 1978", Madrid, Eneida, 2018
- "Las convulsiones del 68", Madrid, UNED, 2019 (con Emanuele Treglia)
- "Historia del PSOE en democracia. Nuevas aportaciones sobre el último tercio del siglo XX", Historia actual 51, 2020